# Türkiye İş Bankası
Türkiye İş Bankası — перший публічний банк Туреччини й одна з провідних банківський установ Туреччини.

## Опис
У 2008 повідсав 102-е місце в рейтингу «Top 1000 World Banks» журналу The Banker і 371-е місце у рейтингу Forbes Global 2000 з валовим прибутком TRY 6.8 мільярдів на 2006.
На території Туреччини в банка функціонують 1011 філіалів, що робить його одним із найбільших банків у країні по кількості філіалів. Міжнародна мережа банка представлена по одному філіалу у Великій Британії, Бахрейні, Нідерландах, Франції та Швейцарії; 13 філіалів у Турецькій Республіці Північного Кіпру; дочірніми фінансовими інститутами в Ірландії (İş Dublin Financial Services plc), Німеччині (İşbank GmbH) і в РФ (Ішбанк); а також офісами у Шанхаї та Каїрі.
З вересня 2022 року банк зупинив співпрацю з російською платіжною системою Мир, що тривала з 2019 року.